# Wiatrem przeminęło z...
Wiatrem przeminęło z... (hiszp. El viento se llevó lo que) – argentyńsko-francusko-hiszpańsko-holenderski komediodramat z 1998 roku w reżyserii Alejandra Agrestiego. 
Obraz nagrodzono na festiwalach w San Sebastián, Hawanie, Chicago i w Stambule.

## Fabuła
Dwudziestolatka z Buenos Aires wyrusza w nieznane i trafia do odciętego od świata miasteczka w Patagonii. Jedyną atrakcją dla miejscowych jest tu kino, do którego filmy trafiają dopiero wtedy, gdy nigdzie indziej nikt nie chce ich już oglądać, a ich stan techniczny jest fatalny – nadpalone, posklejane źle i nie po kolei (sam tytuł filmu jest anagramem tytułu innego filmu – „Przeminęło z wiatrem”). Również podkład dźwiękowy często nie pasuje do obrazu. Tak zdeformowane filmy wywierają znaczący wpływ na mieszkańców miasteczka, którzy również zachowują się w sposób nieprzewidziany.
W taką rzeczywistość wkracza nie tylko młoda uciekinierka ze stolicy. Miasteczko ma jeszcze jednego gościa, aktora Edgara Wexleya, gwiazdora dawnych filmów, gwiazdę mocno przebrzmiałą, o czym jednak nikt w miasteczku jeszcze nie wie, jako że dopiero teraz docierają tu filmy z Wexleyem. Aktor przyjechał na specjalne zaproszenie mieszkańców.

## Obsada
- Vera Fogwill(inne języki) jako Soledad
- Ulises Dumont(inne języki) jako Antonio
- Ángela Molina jako Maria
- Jean Rochefort jako Edgard Wexley
- Sergio Poves Campos(inne języki) jako Caruso
- Fabián Vena(inne języki) jako Pedro